# Wrangell-St. Elias nationalpark

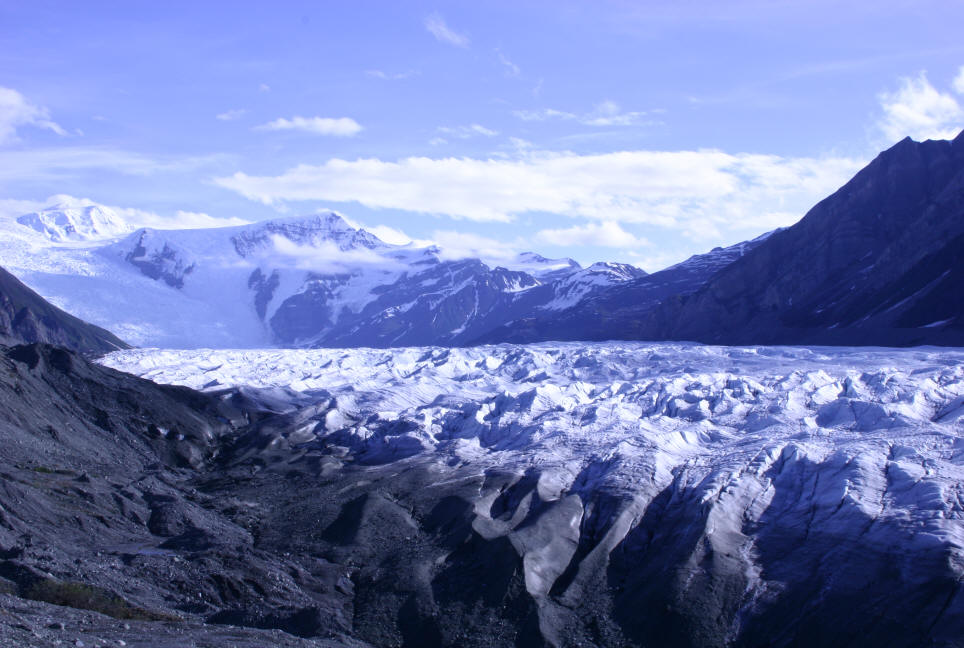
Glaciär i Wrangell-St. Elias nationalpark

Wrangell-St. Elias nationalpark, grundad 1980 genom Alaska National Interest Lands Conservation Act, är en nationalpark i södra Alaska i USA. Parken ingår i ett biosfärområde och är ett världsarv. Med sina 53 321 km² är det är den största nationalparken i USA. Den har den näst högsta bergstoppen i landet, Mount Saint Elias, 5 489 meter hög. Parken gränsar till den Kluane nationalpark i Kanada. Största delen av parken är klassad som vildmark.
Parken kan nås med landsväg från Anchorage; två ojämna grusvägar vindlar genom parken, vilket gör större delen av dess inre möjlig för tältcamping och vandring. Chartrade plan flyger också in i parken. Wrangell-St. Elias hade 57 221 besökare 2004 och har snabbt växt i popularitet tack vare sin storlek, avlägsenhet och nåbarhet.

## McCarthy Road
En av de två grusvägarna i parken är McCarthy Road. Denna väg går längs en gammal banvall på en sträcka av 98 km. Vägen slutar vid en parkeringsplats nära Kennicottfloden. Besökare är tvungna att gå över en gångbro (två om vattenståndet är högt) till samhället McCarthy. Innan gångbroarna byggdes åkte man linbana över floden. Efter att ha korsat floden är man nära den historiska och pittoreska staden Kennicott. Vid den lilla staden finns Rootglaciären, turer till den historiska Kennecotts koppargruva och långa vandringsleder.